# Euphyia subnitida
Euphyia subnitida är en fjärilsart som beskrevs av Paul Dognin 1912. Euphyia subnitida ingår i släktet Euphyia och familjen mätare. Inga underarter finns listade i Catalogue of Life.